# La Barre du jour

La Barre du jour, une revue littéraire québécoise d'avant-garde, a fait paraître, de 1965 à 1977, cinquante-sept livraisons. Le nom de la revue vient de l'expression du terroir qui signifie « lever du soleil » (« à la barre du jour » : à l'aube).
La revue fut fondée, le 18 février 1965, par de jeunes auteurs, alors étudiants à l’Université de Montréal, Nicole Brossard, Marcel Saint-Pierre, Roger Soublière et Jan Stafford. Son animatrice et ses animateurs comptaient promouvoir la création et la théorie littéraires en explorant de nouvelles avenues et en prenant une distance certaine par rapport à l’institution.
Parmi les poètes qui y ont collaboré, on compte Michel Beaulieu, Claude Beausoleil, Louise Bouchard, Jean-Yves Collette.
Elle fut remplacée par La Nouvelle Barre du jour — à partir de 1977 — et elle a paru sous ce nom jusqu’en 1990.